# ヘヌトセン
ヘヌトセンは古代エジプト、古王国時代の第4王朝の王妃。彼女はクフ王の2番目か3番目の妻であり、ほぼ確実にギーザに埋葬された。

## 来歴

### 生涯
ヘヌトセンの人生についてはほとんど知られていない。何人かの学者が考えるには、彼女はスネフェル王の娘であった。しかしこれは一般には受け入れられていない。ヘヌトセンは「王の娘」または「王の肉体の娘」の称号を帯びていない。この二つの称号は王女であることを確実に示す称号である。彼女を王女として描く唯一の記録は第26王朝（サイス時代）の有名なInventory Stelaと呼ばれる石碑である。この石碑は、学者達によってサイスの神官達によって偽造されたものであることが特定されている。従って、ヘヌトセンの王女としての出自を持つという説は疑問視されている 彼女の王族としての確実な称号は「王の妻」のみである。

### 子供
ヘヌトセンは二人の王子、クフカフとミンカフを生んだ事が知られている。カフラーとクフカフが同一人物とする説があるが、そうではない場合、ヘヌトセンはカフラーの母でもある可能性がある。彼女の息子は全員、ギーザに埋葬された。クフカフのマスタバ墓は中王国時代に、イシス女神の神殿を建てる敷地を確保するために部分的に破壊された。

## 埋葬
ヘヌトセンはほぼ確実にピラミッド G1-cに葬られた。エジプト学者達はこのピラミッドは元々、クフ王のピラミッド複合体の一部としては存在せず、後に追加されたと考えている。なぜなら、その南辺がギーザの大ピラミッドと整列していないからである。実際には、このピラミッドの南辺はすぐそばにあるクフカフのマスタバと整列している。ライナー・シュタデルマンは更に、クフカフはカフラーと同一人物であり、カフラーが彼女の母親（この時点では王族）の墓としてG1-cを建てたのだと考えている。ピラミッド G1-cは長い間、衛星ピラミッドであると考えられていた。なぜならば、このピラミッドにはピラミッド G1-aとピラミッド G1-bのような船着き場が付属していないからである。G1-cは後に、急造で造られ、しかも未完成のピラミッドであることが確認された。